# Francofonte
Francofonte é uma comuna italiana da região da Sicília, província de Siracusa, com cerca de 13 097 habitantes. Estende-se por uma área de 73,95 km², tendo uma densidade populacional de 179 hab/km². Faz fronteira com Buccheri, Carlentini, Lentini, Militello in Val di Catania (CT), Vizzini (CT).

## Demografia
| Variação demográfica do município entre 1861 e 2011                               |
|                                                                                   |
| Fonte: Istituto Nazionale di Statistica (ISTAT) - Elaboração gráfica da Wikipedia |